# Amy Williams
Amy Joy Williams, MBE (* 29. September 1982 in Cambridge) ist eine ehemalige britische Skeletonpilotin.
Amy Williams lebt in Bath und wurde von Michael Grünberger und Markus Kottmann trainiert. Sie debütierte im Dezember 2002 als Achtplatzierte in einem Rennen im Rahmen des Skeleton-Europacups in Winterberg. Kurz darauf gewann sie bei den Britischen Meisterschaften die Bronzemedaille. In den beiden folgenden Jahren gewann sie jeweils Silber hinter Shelley Rudman. Bei den Anschubweltmeisterschaften 2003 belegte sie den vierten Platz. Im Dezember 2003 trat Williams in vier Rennen beim America’s Cup an und belegte als beste Platzierung einen sechsten Rang in Calgary.
Recht erfolgreich verlief die Saison 2004/05, die vor allem viele zweite Plätze mit sich brachte. So belegte sie einen zweiten Platz hinter Anja Huber bei einem Europacuprennen in Königssee und in der Gesamtwertung des Europacups, bei den Juniorenweltmeisterschaften hinter Kathleen Lorenz und bei der Universiade hinter Shelley Rudman. Weniger erfolgreich verlief ihr Debüt im Skeleton-Weltcup. Im vorolympischen Rennen in Turin erreichte sie Platz 27. Seit der Saison 2005/06 wird Williams regelmäßig im Weltcup eingesetzt. Beste Platzierung war bislang ein zweiter Platz, den sie im Februar 2009 in Whistler belegte. Bei ihrer ersten Skeleton-Europameisterschaft 2006 in St. Moritz wurde sie Achte, 2007 in Königssee wurde Williams Fünfte. Bei der WM 2007 in St. Moritz wurde sie Siebte. Auch bei der EM 2008 in Cesana belegte Williams Rang fünf, ebenso bei der WM 2008 in Altenberg.
2009 brachte bei der EM in St. Moritz Platz acht. Bei der Weltmeisterschaft des Jahres in Lake Placid konnte die Britin hinter Marion Trott Zweite werden und so mit Silber ihre erste internationale Medaille bei einem Großereignis gewinnen. In Igls belegte Williams bei der EM 2010 Platz sechs. Am 19. Februar 2010 gewann Amy Williams Gold bei den Olympischen Winterspielen in Vancouver vor Kerstin Szymkowiak und Anja Huber. Es war ihr erster Sieg in einem internationalen Rennen der Spitzenklasse. Die Saison 2010/11 verlief weniger erfolgreich. In fünf Weltcuprennen erreichte sie als bestes Resultat einen fünften Rang in Winterberg, was bei der parallel ausgetragenen Europameisterschaft 2011 die Bronzemedaille bedeutete.
National wurde Williams bei britischen Meisterschaften 2003 erstmals Dritte; 2004 und 2005 wurde sie hinter Shelley Rudman Vizemeisterin. 2006 konnte sie ihren ersten Titel gewinnen.
Am 1. Mai 2012 gab sie ihren Rücktritt vom aktiven Leistungssport bekannt. Als Gründe nannte sie mehrere Verletzungen, durch die sie nicht mehr in der Lage war, ihren Sport auf dem Niveau der Weltspitze zu betreiben.

## Erfolge im Skeleton
Olympische Spiele:
- 2010 – Gold bei den Olympischen Spielen in Vancouver

Weltmeisterschaften:
- 2009 – Silber in Lake Placid
- 2008 – Fünfte in Altenberg
- 2007 – Siebte in St. Moritz

Europameisterschaften:
- 2011 – Bronze in Winterberg
- 2010 – Sechste in Igls
- 2009 – Achte in St. Moritz
- 2008 – Fünfte in Cesana
- 2007 – Fünfte in Königssee
- 2006 – Achte in St. Moritz